# Marihat Dolok (Bintang Bayu)
Marihat Dolok is een bestuurslaag in het regentschap Serdang Bedagai van de provincie Noord-Sumatra, Indonesië. Marihat Dolok telt 432 inwoners (volkstelling 2010).